# سيموني بونومي
سيموني بونومي (بالإيطالية: Simone Bonomi)‏ (8 نوفمبر 1980 بميلانو في إيطاليا - ) هو لاعب كرة قدم إيطالي في مركز الدفاع. شارك مع منتخب إيطاليا تحت 17 سنة لكرة القدم. أما مع النوادي، فقد لعب مع إيه سي ميلان وكييفو فيرونا ونادي أفيلينو ونادي ألساندريا ونادي باري ونادي بيروجيا ونادي سيينا ونادي كروتوني ونادي نابولي وهيلاس فيرونا وسورينتو كالتشيو ‏ وUS Poggibonsi ‏ ونادي براتو.